# 사랑후애
"사랑후애"는 개봉 예정인 대한민국 & 중국의 합작 영화이다.

## 캐스팅
- 박시후 : 성준 역
- 윤은혜 : 은홍 역
- 한주완
- 홍태의 : 어린 성준 역
- 김지민 : 어린 은홍 역
- 조병곤
- 왕력가
- 주호동